# Ibitekerezo
Ibitekerezo és una forma de poesia èpica heroica que es recitava a la cort reial de la Ruanda precolonial. Aquesta tradició oral serveix per explicar la història de les dinasties de Ruanda en forma poètica. És una de les quatre principals tradicions reials del regne de Ruanda junt amb els ubwiru (rituals reials) i les formes de literatura oral ubucurabwenge (genealogies reials recitades en les cerimònies de coronació) i ibisigo (poemes reials). Els etnògrafs Jean Hiernaux i Emma Maquet enregistraren força ibitekerezo.

## Característiques
Els ibitekerezo eren composts oficialment per històries de la cort narrades a través del cant, i acompanyat per un instrument musical. Aquests poemes eren de dos tipus segons la seva composició sigui en vers o en prosa. El nom ibitekerezo és derivat del verb Kinyarwanda gutekereza, que significa "tornar a comptar, reflectir, o tenir en compte".
Abans que Ruanda va ser colonitzada pels alemanys a la fi del segle xix i més tard els  Belgues després de Primera Guerra Mundial, la història dels herois nacionals de Rwanda era conegut per la població a través de l'Ibitekerezo. Les històries d'aquestes figures heroiques inclouen esdeveniments clau en els regnats dels reis històrics i mítics de la dinastia tutsi (ibisigo), així com victòries militars dels monarques i les figures de guerrers que va guanyar les principals batalles pel rei. Els poemes van ser testimonis de la història reial i van ser preservades pels bards de la cort. Els joves de la cort sotmesos formació per convertir-se en part de la guàrdia militar del rei (intore) estaven obligats a aprendre aquests poemes com a part del seu introducció en aquesta classe privilegiada. També eren requerits a compondre peces de poesia amb qualitats estètiques similars i èmfasi en la narrativa.

## Execució
Les cançons d'ibitekerezo eren executades de memòria memòria i escrita en versos. A més de narrar històries de reis i batalles, l'ibitekerezo inclou cançons en elogis del rei actual i de les vaques, que eren glorificades a la societat ruandesa tradicional. Els abiru (músics ritualistes i de la cort) són generalment responsables de produir i interpretar aquestes cançons per entretenir i honrar a la població general dels esperits malignes. També s'interpretaven en cerimònies de matrimoni, collita i festeig. Alguns dels elements musicals de la tradició ibitekerezo s'han barrejat amb la música moderna de l'església ruandesa.